# Westonzoyland
Westonzoyland – wieś w Wielkiej Brytanii, w Anglii w hrabstwie Somerset, położona na równinie Somersetu. Miejsce ostatniej bitwy na terenie Wielkiej Brytanii, w roku 1685. W pobliżu duże koszary RAF. Po wojnie mieścił się tu obóz dla polskich lotników, którzy odmówili powrotu do ojczyzny.

## Atrakcje turystyczne
- Muzeum stacji pomp